# Neobythites malhaensis
Neobythites malhaensis är en fiskart som beskrevs av Nielsen, 1995. Neobythites malhaensis ingår i släktet Neobythites och familjen Ophidiidae. Inga underarter finns listade i Catalogue of Life.